# Poblicia fuliginosa
Poblicia fuliginosa är en insektsart som först beskrevs av Olivier 1791.  Poblicia fuliginosa ingår i släktet Poblicia och familjen lyktstritar. Inga underarter finns listade i Catalogue of Life.